# Brian Palliser Tiegue O'Brian
Brian Palliser Tiegue O'Brian, britanski general, * 1898, † 1966.